# Yannick Ricardo
Pas d'image ? Cliquez ici

a Compétitions nationales et continentales officielles uniquement.

b Matchs officiels uniquement.
Dernière mise à jour le 9 novembre 2021.
Yannick Ricardo (né le 3 mars 1987 à Castres) est un joueur français de rugby à XV, international portugais. Il joue comme demi d'ouverture ou demi de mêlée. Il fait 1,86 m et 88 kg.

## Clubs
- 2001-2003 : Castres olympique
- 2003-2005 : Union sportive montalbanaise
- 2005-2006 : Pays d'Aix rugby club 1 matchs (4 points)
- 2006-2009 : Avenir valencien 26 matchs (186 points)
- 2009- décembre 2009 : Sport Lisboa e Benfica
- décembre 2009-2013 : Avenir castanéen 59 matchs (688 points)
- 2013-2015 : Football club villefranchois
- 2015- janvier 2018 : Cahors rugby
- janvier 2018-2020 : Caussade (entraineur/joueur)
- 2020- : Caussade (manager)

## Palmarès
- Champion de France UNSS avec Castres à 7 en 2004
- Champion de France UNSS avec Montauban à 7 en 2005
- Champion de France cadet avec Montauban en 2005
- Champion de France de Fédérale 2 en 2006-2007

- Sélectionné en équipe - 21 ans du Portugal
- Sélectionné en équipe nationale du Portugal : 9 sélections (35 points)